# Akın Atalay
Akın Atalay ist ein türkischer Rechtsanwalt und Geschäftsführer der Zeitung Cumhuriyet, einer der traditionsreichsten Tageszeitungen der Türkei. Ferner ist Atalay stellvertretender Vorsitzender der Cumhuriyet-Stiftung. Er ist seit 1992 der Cumhuriyet als Rechtsberater, Rechtsanwalt und Vorstandsmitglied verbunden.
Atalay wurde infolge der Maßnahmen nach dem Putschversuch 2016 unter dem Vorwurf verhaftet, er und seine Zeitung hätten die PKK und die Gülen-Bewegung unterstützt. Er wurde am 10. November 2016 festgenommen. Anschließend wurde  Untersuchungshaft verhängt.
Der Festnahme Atalays waren die Festnahme des Cumhuriyet-Chefredakteurs Murat Sabuncu am 31. Oktober 2016 sowie acht weiterer Mitarbeiter der Zeitung vorausgegangen. Nach Angaben der staatlichen Nachrichtenagentur Anadolu sollte auch Atalay festgenommen werden, war damals aber in Köln. Er wurde am 10. November 2016 am Istanbuler Atatürk-Flughafen festgenommen, als er aus Berlin kommend einreisen wollte.
Die türkische Staatsanwaltschaft warf Cumhuriyet vor, er hätte die PKK und die Bewegung des Predigers Fethullah Gülen unterstützt. Atalay hatte der taz  vor der Festnahme gesagt: „Die Anschuldigungen sind so absurd, dass wir nur sprachlos sind. Jeder weiß, dass es sich um Lügen handelt. Das einzige Ziel der Regierung ist, Cumhuriyet komplett zu schließen. Es geht darum, alle kritischen Stimmen in der Gesellschaft zum Schweigen zu bringen. Wir rufen die ganze Welt zur Solidarität mit Cumhuriyet und zum Widerstand gegen diese Ungerechtigkeit auf.“
Am 25. April 2018 verurteilte ein erstinstanzliches Gericht Atalay, den Chefredakteur Murat Sabuncu und den prominenten Investigativjournalisten Ahmet Sik „wegen Unterstützung von Terrororganisationen“. Atalay erhielt eine über achtjährige Haftstrafe, Sabuncu und Sik je siebeneinhalb Jahre. Sie sind frei, solange ihre Revisionsverfahren laufen.